# 乌拉制度
乌拉制度，又称乌拉差役制度，是指从元朝开始在西藏建立的驿站制度。
1264年，元朝设释教总制院，国师八思巴兼领院事。在总制院（后改宣政院）下，设有三个“宣慰使司都元帅府”（即吐蕃等處、吐蕃等路、烏思藏納里速古魯孫等三路），负责处理和管辖西藏地区的军政事务。宣慰使司下面辖有管理民政的万户府、千户所。元朝政府在西藏地区设立了15个驿站，联成直接通往大都的交通线，推行并确立了西藏的“乌拉制度”。
乌拉一词是蒙古语借词，在藏语和满语中亦同样意义，意为徭役，是驿站向当地人征派的人力差和畜力差，也叫人力乌拉和畜力乌拉。乌拉也叫“外差”或“其差”。西藏政府的官差、使節、賓客、货物等的进出都由驿站负责，所需劳力、马匹还有旅客的口粮由驿站所辖范围内的百姓无偿提供。乌拉作为一项经济法律制度在西藏地区推行。驿站的设立为元朝的统治带来了极大方便，但同时，驿站的开支成为藏人的沉重负担。
此制沿用到西藏併入中華人民共和國為止。